# Masaan
Pour plus de détails, voir Fiche technique et Distribution.
Masaan (मसान, traduction : Le Bûcher) est un film dramatique franco-indien, réalisé par Neeraj Ghaywan, sorti en 2015.
Le film, coproduit par Arte France Cinéma et Pathé, est présenté au festival de Cannes 2015, où il obtient le prix FIPRESCI et le prix spécial de la section Un certain regard.

## Synopsis
Bénarès, sur les bords du Gange. Devi est surprise par la police au lit avec son amant qui se suicide aussitôt, ce qui la déstabilise complètement. Son père, ancien professeur ayant recueilli un orphelin, subit également les conséquences de cette mort en devant payer la somme de 300 000 roupies au chef de la police qui exerce un chantage en menaçant de divulguer l'affaire et d'ainsi porter atteinte à l'honneur de la famille.
Deepak, jeune homme de basse caste dont le travail consiste à aider à la crémation des corps, tombe amoureux de Shalu, jeune fille de condition plus élevée. Alors qu’il l’a séduite, Shalu meurt dans un accident de car sur le trajet d’un pèlerinage avec sa famille.
Leurs existences aux prises avec les accidents de la vie et les contraintes de la société, se croisent. Sans se connaître, Devi et Deepak, attristés, partent sur la même embarcation pour le confluent sacré, le Triveni Sangam.

## Fiche technique
Sauf indication contraire, les informations mentionnées dans cette section peuvent être confirmées par la base de données cinématographiques IMDb,  présente dans la section « Liens externes ».
- Titre français : Masaan
- Titre original : मसान
- Réalisation : Neeraj Ghaywan
- Scénario : Varun Grover, sur un sujet de Neeraj Ghaywan
- Décors : Ranjit Singh
- Costumes : Shruti Kapoor
- Son : Gilles Benardeau, Sanjay Maurya, Allwin Rego
- Photographie : Avinash Arun Dhaware
- Montage : Nitin Baid
- Musique : Indian Ocean, Bruno Coulais
- Lyrics : Varun Grover et Sanjeev Sharma
- Production : Vikas Bahl, Mélita Toscan du Plantier, Anurag Kashyap, Guneet Monga, Vikramaditya Motwane, Manish Mundra, Marie-Jeanne Pascal, Shaan Vyas
- Sociétés de production : Macassar Productions, Phantom Films, Sikhya Entertainment, Arte France Cinéma, Pathé Production
- Société de distribution initiale : Pathé (France)
- Société d'effets spéciaux : Corridor Studios
- Pays d'origine :  Inde et  France
- Langue originale : hindi
- Version française : Martine Armand (sous-titrage cinéma), François-Xavier Durandy et Stéphane Lévine (doublage télévision)
- Format : couleur] - 2,35:1 - DTS / Dolby Digital / SDDS - 35 mm
- Genre : drame, romance
- Durée : 109 minutes (1 h 49)
- Dates de sortie en salles : 
  - France : 19 mai 2015 (Festival de Cannes)[1], 24 juin 2015 (sortie nationale)
  - Inde : 24 juillet 2015

## Distribution
- Richa Chadda : Devi Pathak[2],[3],[4]
- Vicky Kaushal : Deepak Chaudhary[5]
- Sanjay Mishra : Vidyadhar Pathak[6], le père de Devi
- Shweta Tripathi : Shaalu Gupta[7]
- Pankaj Tripathy : Safhya Ji
- Bhagwan Tiwari : l'inspecteur Mishra
- Bhupesh Singh : Docteur Sikander Chaudhary
- Nikhil Sahni : Jhonta
- Munnalal : Munna

## Autour du film

### Réception
Le film a été présenté pour la première fois le 19 mai 2015 au Festival de Cannes.
En regard du box-office, le film est évalué à 3,1/5 pour 19 critiques sur le site d'Allociné.
Le critique de Gala, Carlos Gomez a écrit : 

« C’est l’un des attraits de "Masaan" : sa capacité à surprendre. L’amour surgit d’une suite d’accidents de la vie. D’une grande poésie. »

— Carlos Gomez, Gala, 24 juin 2015.
Le critique de La Croix, Arnaud Schwartz a écrit : 	

« On sort de ce beau film avec la sensation d'avoir été guidé au cœur d'un pays, de ses bouleversements et de ses paradoxes, par un hôte lucide et cependant plein d'espoir. »

— Arnaud Schwartz, La Croix, 24 juin 2015.
La critique de 20 minutes, Caroline Vié a écrit :	

« Magnifique long-métrage sur une jeunesse indienne muselée par des traditions ancestrales... »

— Caroline Vié, 20 minutes, 24 juin 2015.

## Musique
Outre les ambiances musicales composées par Bruno Coulais, la bande originale du film est constituée de 3 chansons, composées par Indian Ocean, sur des paroles écrites par Varun Grover et Sanjeev Sharma.
| 1.    | Tu Kisi Rail Si | Swanand Kirkire                       | 3:50 |
| 2.    | Mann Kasturi    | Amit Kilam                            | 7:13 |
| 3.    | Bhor            | Amit Kilam, Rahul Ram, Himanshu Joshi | 7:00 |
| 18:07 |                 |                                       |      |

## Distinctions
- Festival de Cannes 2015 : 
  - Prix FIPRESCI
  - Prix spécial de la catégorie Un certain regard
  - en compétition pour la Caméra d'or